# Danielle Tyler
Danielle M. "Dani" Tyler (23 octobre 1974 - ) est une joueuse de softball américaine. Elle remporte en 1996 une médaille d'or en softball aux Jeux olympiques d'Atlanta avec l'équipe américaine de softball.